# Mine de Dry Fork
La mine de Dry Fork est une mine à ciel ouvert de charbon située au Wyoming aux États-Unis.